# Eugenio Bertoglio
Eugenio Bertoglio (Buenos Aires, 24 aprile 1928 – Persichello, 28 marzo 2020) è stato un ciclista su strada italiano.

## Carriera
Passato professionista nel 1955 fu autore di una grande stagione d'esordio collezionando il terzo posto al Giro dell'Emilia e l'ottavo alla Freccia Vallone nelle corse in linea ed il quarto al Giro di Sicilia in quelle a tappe.
In quella stagione prese parte anche al Giro d'Italia che portò a termine e, grazie agli ottimi risultati ottenuti durante tutta la prima parte dell'anno agonistico, venne convocato dalla nazionale italiana per partecipare al Tour de France.
L'anno successivo colse un onorevole piazzamento alla Milano-Sanremo e fu secondo, dietro il belga Fred De Bruyne, nella prima tappa della Parigi-Nizza, ma furono gli ultimi risultati prima di un repentino ritiro.

## Palmares
- 1953 (Dilettanti, una vittoria)

Gran Premio San Gottardo

## Piazzamenti

### Grandi giri
- Giro d'Italia

1955: 35º
1956: ritirato
1958: ritirato
- Tour de France

1955: ritirato (alla 6ª tappa)

### Classiche monumento
- Milano-Sanremo

1956: 17º
1957: 74º
1958: 126º
- Giro di Lombardia

1955: 11º